# Parafia Wniebowzięcia Najświętszej Maryi Panny w Sułkowie
Parafia Wniebowzięcia Najświętszej Maryi Panny w Sułkowie – rzymskokatolicka parafia znajdująca się w archidiecezji krakowskiej, w dekanacie Wieliczka Wschód, w Polsce. 

## Historia
Parafia została erygowana 3 grudnia 2000 roku. Pierwszym ptroboszczem został ks. Andrzej Kamiński.
W 1997 wzniesiono kościół. Świątynia została poświęcona 15 listopada 1998 roku przez kard. Franciszka Macharskiego. 

## Proboszczowie
- ks. Andrzej Kamiński (2000–2004), budowmiczy kościoła[1]
- ks. Marian Gronowicz (2004–2021)[1]
- ks. Tadeusz Skupień (od lipca 2021)[1]